# Corey Williams (basket-ball, 1977)
Ne doit pas être confondu avec Corey Williams (basket-ball, 1970).
Pour les articles homonymes, voir Corey Williams et Williams.
Corey « Homicide » Williams, né Carey Williams le 3 août 1977 à New York et mort le 10 mai 2024, est un basketteur professionnel américain.

## Biographie
Carey Williams naît le 3 août 1977 à New York.
Il voyage beaucoup au cours de sa carrière, qui se déroule dans 12 pays et qui dure 17 ans.
Il a une longue carrière professionnelle dans le basket-ball, notamment dans la D-League de la NBA (aujourd'hui appelée G-League) et dans la National Basketball League en Australie, où il remporte le titre de « Meilleur joueur » (MVP), après s'être fait un nom en tant que joueur de basket-ball de rue. 
En janvier 2012, il rejoint le Byblos Sporting Club.
En février 2015, il signe avec Tadamon Zouk (en) au Liban.
Atteint d'un cancer du côlon, il meurt à l'âge de 46 ans le 10 mai 2024.